# Lidija Horvat-Dunjko
Lidija Horvat-Dunjko, hrvaška operna pevka; * 17. julij 1967, Varaždin, Hrvaška.
Diplomirala je leta 1989 na Glasbeni akademiji v Zagrebu ter leta 1995 tam magistrirala iz solo petja. Poleg izvajanja opernega petja je dejavna tudi kot pedagoginja, in sicer je redna profesorica na Glasbeni akademiji v Zagrebu ter na Univerzi J. Dobrile v Pulju. Je dobitnica mnogih državnih in mednarodnih nagrad in priznanj.
Leta 1995 je s skupino Magazin (v kateri je tedaj pela Danijela Martinović) s skladbo »Nostalgija« zastopala Hrvaško na Pesmi Evrovizije.